# Pavona cactus
Pavona cactus là một loài san hô trong họ Agariciidae. Loài này được Forskål mô tả khoa học năm 1775.

## Hình ảnh

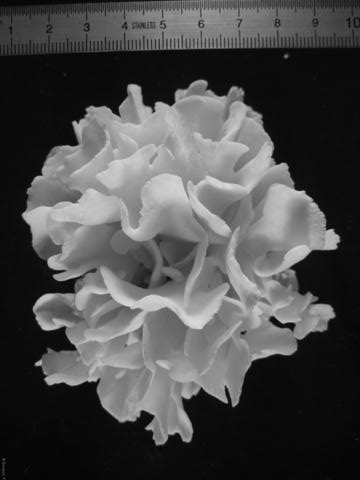
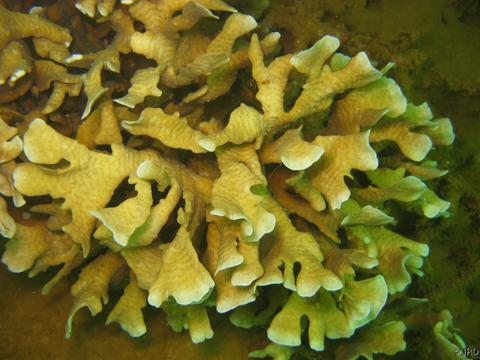
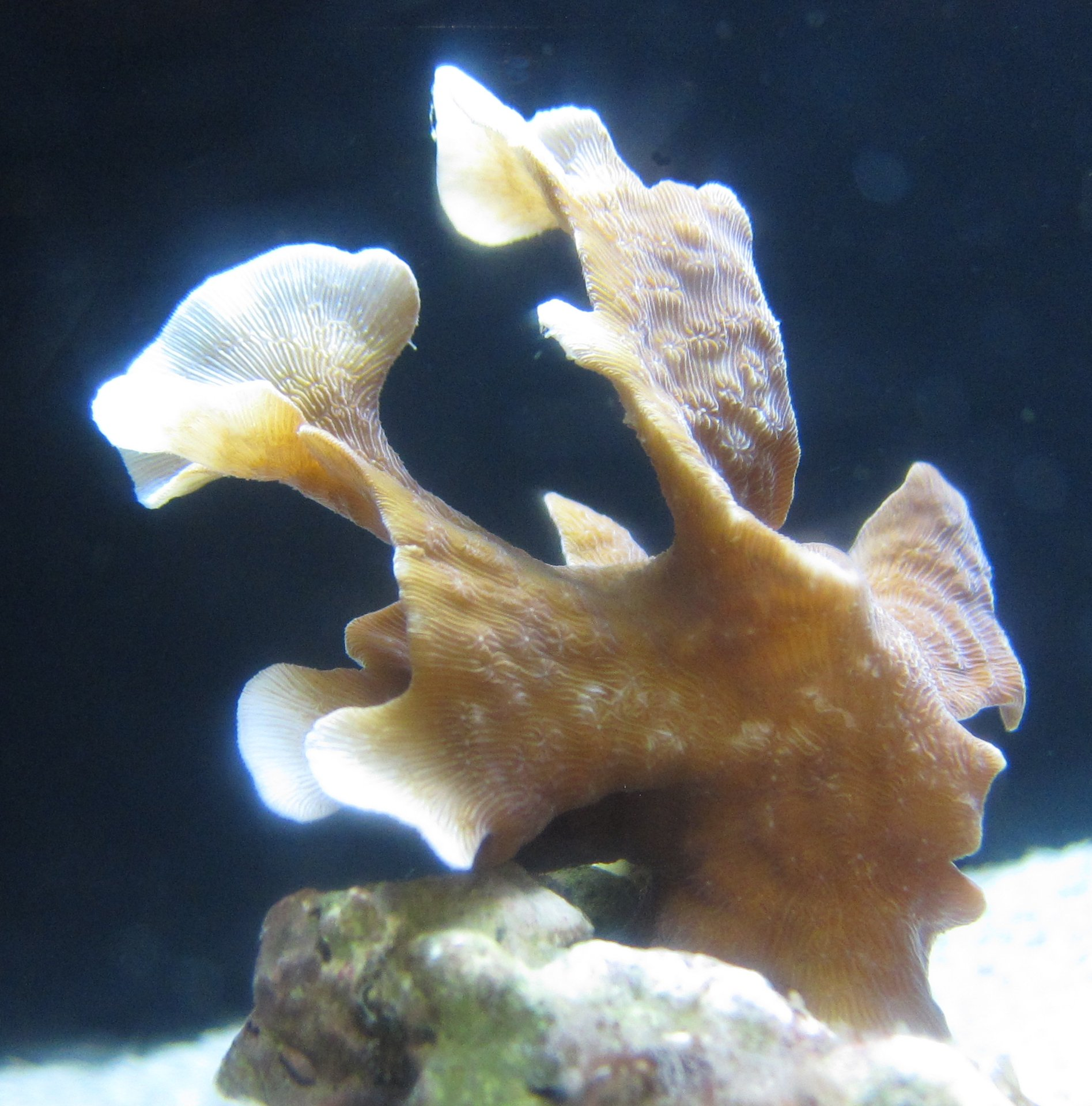
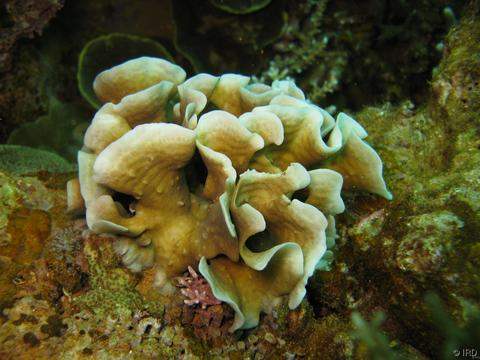